# 東京プリンセスカップ
東京プリンセスカップは、東京女子プロレスが主催するプロレスのシングルマッチによるトーナメント。
2014年より開催。当初優勝者には特典として興行プロデュース権が与えられていたが、第2回優勝者の中島翔子はプロデュース権を放棄して美威獅鬼軍・赤井沙希とのシングルマッチ権を要求。第3回以降はプリンセス・オブ・プリンセス王座への挑戦権が事実上の賞品となっている。
組み合わせは抽選にて行われ、準決勝以降の組み合わせは改めて抽選。試合は全て時間無制限1本勝負とする。
第4回までの準決勝・決勝はDDTが新木場1stRINGにて開催する「闘うビアガーデン」の東京女子プロレスDAYにて開催されていた。
第8回はAmebaが大会の冠スポンサーとなった。
第9回より、優勝者にひらがなまっするにおけるコラボレーションでDDTグループと縁のできた高岡市の金属美術工芸品職人と新潟市の坂井精機の合作によるトロフィーが授与されることになると発表。
第10回までは、出場選手は東京女子プロレスの所属選手とレギュラー参戦選手の中から選抜されていたが、第11回でこれらに該当しないレスラーもトーナメントに加わっている。

## 歴代優勝者
| 開催年 | 優勝者 | 準優勝 | 公式戦日程 | 決勝戦会場    |
| 開催年 | 出場者 | 出場者 | 出場者 | 出典          |
| ------ | --- | --- | --- | ------------- |
| 2014年 | のの子 | 中島翔子 | 6月22日、7月19日、8月2日 | 新木場1stRING |
| 2014年 | のの子、木場千景、山下実優、KANNA、中島翔子、坂崎ユカ、えーりん、清水愛 | のの子、木場千景、山下実優、KANNA、中島翔子、坂崎ユカ、えーりん、清水愛 | のの子、木場千景、山下実優、KANNA、中島翔子、坂崎ユカ、えーりん、清水愛 | [ 5 ] [ 6 ]   |
| 2015年 | 中島翔子 | ミウラアカネ | 7月4日、7月18日、8月8日 | 新木場1stRING |
| 2015年 | 山下実優、のの子、中島翔子、坂崎ユカ、ハイパーミサヲ、ミウラアカネ、KANNA、清水愛 | 山下実優、のの子、中島翔子、坂崎ユカ、ハイパーミサヲ、ミウラアカネ、KANNA、清水愛 | 山下実優、のの子、中島翔子、坂崎ユカ、ハイパーミサヲ、ミウラアカネ、KANNA、清水愛 | [ 7 ] [ 8 ]   |
| 2016年 | 優宇 | 中島翔子 | 7月9日、7月23日、8月13日 | 新宿FACE      |
| 2016年 | 山下実優、KANNA、中島翔子、のの子、坂崎ユカ、辰巳リカ、ミウラアカネ、ハイパーミサヲ、滝川あずさ、優宇、のどかおねえさん、小橋マリカ                                                                                                  | 山下実優、KANNA、中島翔子、のの子、坂崎ユカ、辰巳リカ、ミウラアカネ、ハイパーミサヲ、滝川あずさ、優宇、のどかおねえさん、小橋マリカ                                                                                                  | 山下実優、KANNA、中島翔子、のの子、坂崎ユカ、辰巳リカ、ミウラアカネ、ハイパーミサヲ、滝川あずさ、優宇、のどかおねえさん、小橋マリカ                                                                                                  | [ 9 ] [ 10 ]  |
| 2017年 | 才木玲佳 | 坂崎ユカ | 7月2日、7月15日、7月30日 | 新宿FACE      |
| 2017年 | 坂崎ユカ、優宇、山下実優、中島翔子、のの子、辰巳リカ、滝川あずさ、のどかおねえさん、黒音まほ、才木玲佳、伊藤麻希、まなせゆうな、瑞希                                                                                                 | 坂崎ユカ、優宇、山下実優、中島翔子、のの子、辰巳リカ、滝川あずさ、のどかおねえさん、黒音まほ、才木玲佳、伊藤麻希、まなせゆうな、瑞希                                                                                                 | 坂崎ユカ、優宇、山下実優、中島翔子、のの子、辰巳リカ、滝川あずさ、のどかおねえさん、黒音まほ、才木玲佳、伊藤麻希、まなせゆうな、瑞希                                                                                                 | [ 11 ] [ 12 ] |
| 2018年 | 優宇 | 坂崎ユカ | 6月3日、6月9日、6月17日、7月8日 | 両国KFCホール |
| 2018年 | 山下実優、中島翔子、坂崎ユカ、辰巳リカ、ハイパーミサヲ、優宇、のどかおねえさん、小橋マリカ、黒音まほ、才木玲佳、まなせゆうな、伊藤麻希、瑞希、沙希様、アズサ・クリスティ、ヒカリ（Take a chance枠）                                  | 山下実優、中島翔子、坂崎ユカ、辰巳リカ、ハイパーミサヲ、優宇、のどかおねえさん、小橋マリカ、黒音まほ、才木玲佳、まなせゆうな、伊藤麻希、瑞希、沙希様、アズサ・クリスティ、ヒカリ（Take a chance枠）                                  | 山下実優、中島翔子、坂崎ユカ、辰巳リカ、ハイパーミサヲ、優宇、のどかおねえさん、小橋マリカ、黒音まほ、才木玲佳、まなせゆうな、伊藤麻希、瑞希、沙希様、アズサ・クリスティ、ヒカリ（Take a chance枠）                                  | [ 13 ] [ 14 ] |
| 2019年 | 瑞希 | まなせゆうな | 5月25日、6月1日、6月8日、6月22日、7月7日 | 両国KFCホール |
| 2019年 | 中島翔子、坂崎ユカ、瑞希、山下実優、辰巳リカ、天満のどか、愛野ユキ、伊藤麻希、まなせゆうな、上福ゆき、白川未奈、万喜なつみ、乃蒼ヒカリ、渡辺未詩、らく、うなぎひまわり（UNIVERSE会員選考枠）                                         | 中島翔子、坂崎ユカ、瑞希、山下実優、辰巳リカ、天満のどか、愛野ユキ、伊藤麻希、まなせゆうな、上福ゆき、白川未奈、万喜なつみ、乃蒼ヒカリ、渡辺未詩、らく、うなぎひまわり（UNIVERSE会員選考枠）                                         | 中島翔子、坂崎ユカ、瑞希、山下実優、辰巳リカ、天満のどか、愛野ユキ、伊藤麻希、まなせゆうな、上福ゆき、白川未奈、万喜なつみ、乃蒼ヒカリ、渡辺未詩、らく、うなぎひまわり（UNIVERSE会員選考枠）                                         | [ 15 ] [ 16 ] |
| 2020年 | 瑞希 | 中島翔子 | 8月8日、8月9日、8月10日、8月15日、8月29日 | 新宿FACE      |
| 2020年 | 坂崎ユカ、辰巳リカ、渡辺未詩、中島翔子、山下実優、伊藤麻希、万喜なつみ、瑞希、ハイパーミサヲ、天満のどか、愛野ユキ、乃蒼ヒカリ、らく、上福ゆき、白川未奈、猫はるな、原宿ぽむ、桐生真弥、うなぎひまわり、舞海魅星、鈴芽               | 坂崎ユカ、辰巳リカ、渡辺未詩、中島翔子、山下実優、伊藤麻希、万喜なつみ、瑞希、ハイパーミサヲ、天満のどか、愛野ユキ、乃蒼ヒカリ、らく、上福ゆき、白川未奈、猫はるな、原宿ぽむ、桐生真弥、うなぎひまわり、舞海魅星、鈴芽               | 坂崎ユカ、辰巳リカ、渡辺未詩、中島翔子、山下実優、伊藤麻希、万喜なつみ、瑞希、ハイパーミサヲ、天満のどか、愛野ユキ、乃蒼ヒカリ、らく、上福ゆき、白川未奈、猫はるな、原宿ぽむ、桐生真弥、うなぎひまわり、舞海魅星、鈴芽               | [ 17 ] [ 18 ] |
| 2021年 | 伊藤麻希 | 中島翔子 | 7月22日、7月23日、7月24日、7月25日、7月31日、8月14日、8月15日 | 後楽園ホール  |
| 2021年 | 山下実優、乃蒼ヒカリ、瑞希、中島翔子、辰巳リカ、伊藤麻希、上福ゆき、ハイパーミサヲ、天満のどか、愛野ユキ、小橋マリカ、渡辺未詩、らく、角田奈穂、舞海魅星、鈴芽、原宿ぽむ、桐生真弥、猫はるな、宮本もか、遠藤有栖、鳥喰かや、荒井優希 | 山下実優、乃蒼ヒカリ、瑞希、中島翔子、辰巳リカ、伊藤麻希、上福ゆき、ハイパーミサヲ、天満のどか、愛野ユキ、小橋マリカ、渡辺未詩、らく、角田奈穂、舞海魅星、鈴芽、原宿ぽむ、桐生真弥、猫はるな、宮本もか、遠藤有栖、鳥喰かや、荒井優希 | 山下実優、乃蒼ヒカリ、瑞希、中島翔子、辰巳リカ、伊藤麻希、上福ゆき、ハイパーミサヲ、天満のどか、愛野ユキ、小橋マリカ、渡辺未詩、らく、角田奈穂、舞海魅星、鈴芽、原宿ぽむ、桐生真弥、猫はるな、宮本もか、遠藤有栖、鳥喰かや、荒井優希 | [ 19 ] [ 20 ] |
| 2022年 | 坂崎ユカ | 渡辺未詩 | 7月16日、7月17日、7月18日、7月23日、7月31日、8月13日、8月14日 | 後楽園ホール  |
| 2022年 | 中島翔子、坂崎ユカ、山下実優、辰巳リカ、瑞希、ハイパーミサヲ、愛野ユキ、上福ゆき、角田奈穂、乃蒼ヒカリ、渡辺未詩、らく、鈴芽、遠藤有栖、宮本もか、荒井優希、猫はるな、原宿ぽむ、桐生真弥、鳥喰かや                                   | 中島翔子、坂崎ユカ、山下実優、辰巳リカ、瑞希、ハイパーミサヲ、愛野ユキ、上福ゆき、角田奈穂、乃蒼ヒカリ、渡辺未詩、らく、鈴芽、遠藤有栖、宮本もか、荒井優希、猫はるな、原宿ぽむ、桐生真弥、鳥喰かや                                   | 中島翔子、坂崎ユカ、山下実優、辰巳リカ、瑞希、ハイパーミサヲ、愛野ユキ、上福ゆき、角田奈穂、乃蒼ヒカリ、渡辺未詩、らく、鈴芽、遠藤有栖、宮本もか、荒井優希、猫はるな、原宿ぽむ、桐生真弥、鳥喰かや                                   | [ 21 ] [ 22 ] |
| 2023年 | 山下実優 | 上福ゆき | 7月15日、7月16日、7月17日、7月22日、7月29日、8月12日、8月13日 | 後楽園ホール  |
| 2023年 | 瑞希、辰巳リカ、山下実優、中島翔子、渡辺未詩、ハイパーミサヲ、愛野ユキ、上福ゆき、角田奈穂、乃蒼ヒカリ、らく、鈴芽、遠藤有栖、荒井優希、宮本もか、桐生真弥                                                                           | 瑞希、辰巳リカ、山下実優、中島翔子、渡辺未詩、ハイパーミサヲ、愛野ユキ、上福ゆき、角田奈穂、乃蒼ヒカリ、らく、鈴芽、遠藤有栖、荒井優希、宮本もか、桐生真弥                                                                           | 瑞希、辰巳リカ、山下実優、中島翔子、渡辺未詩、ハイパーミサヲ、愛野ユキ、上福ゆき、角田奈穂、乃蒼ヒカリ、らく、鈴芽、遠藤有栖、荒井優希、宮本もか、桐生真弥                                                                           | [ 23 ] [ 24 ] |
| 2024年 | 水波綾 | 愛野ユキ | 7月28日、8月3日、8月10日、8月23日、8月25日 | 後楽園ホール  |
| 2024年 | 瑞希、辰巳リカ、中島翔子、渡辺未詩、愛野ユキ、上福ゆき、原宿ぽむ、鈴芽、遠藤有栖、荒井優希、宮本もか、鳥喰かや、上原わかな、凍雅、風城ハル、鈴木志乃、大久保琉那、水波綾、ザラ・ザッカー                                             | 瑞希、辰巳リカ、中島翔子、渡辺未詩、愛野ユキ、上福ゆき、原宿ぽむ、鈴芽、遠藤有栖、荒井優希、宮本もか、鳥喰かや、上原わかな、凍雅、風城ハル、鈴木志乃、大久保琉那、水波綾、ザラ・ザッカー                                             | 瑞希、辰巳リカ、中島翔子、渡辺未詩、愛野ユキ、上福ゆき、原宿ぽむ、鈴芽、遠藤有栖、荒井優希、宮本もか、鳥喰かや、上原わかな、凍雅、風城ハル、鈴木志乃、大久保琉那、水波綾、ザラ・ザッカー                                             | [ 25 ] [ 26 ] |